# Orbis sensualium pictus
Orbis pictus u Orbis sensualium pictus (El mundo en imágenes) es un libro de texto para niños de Amos Comenio publicado en 1658. Es una especie de enciclopedia y se lo considera el primer libro ilustrado para niños. Abarca una amplia gama de temas de ciencias naturales y sociales.

## Historia

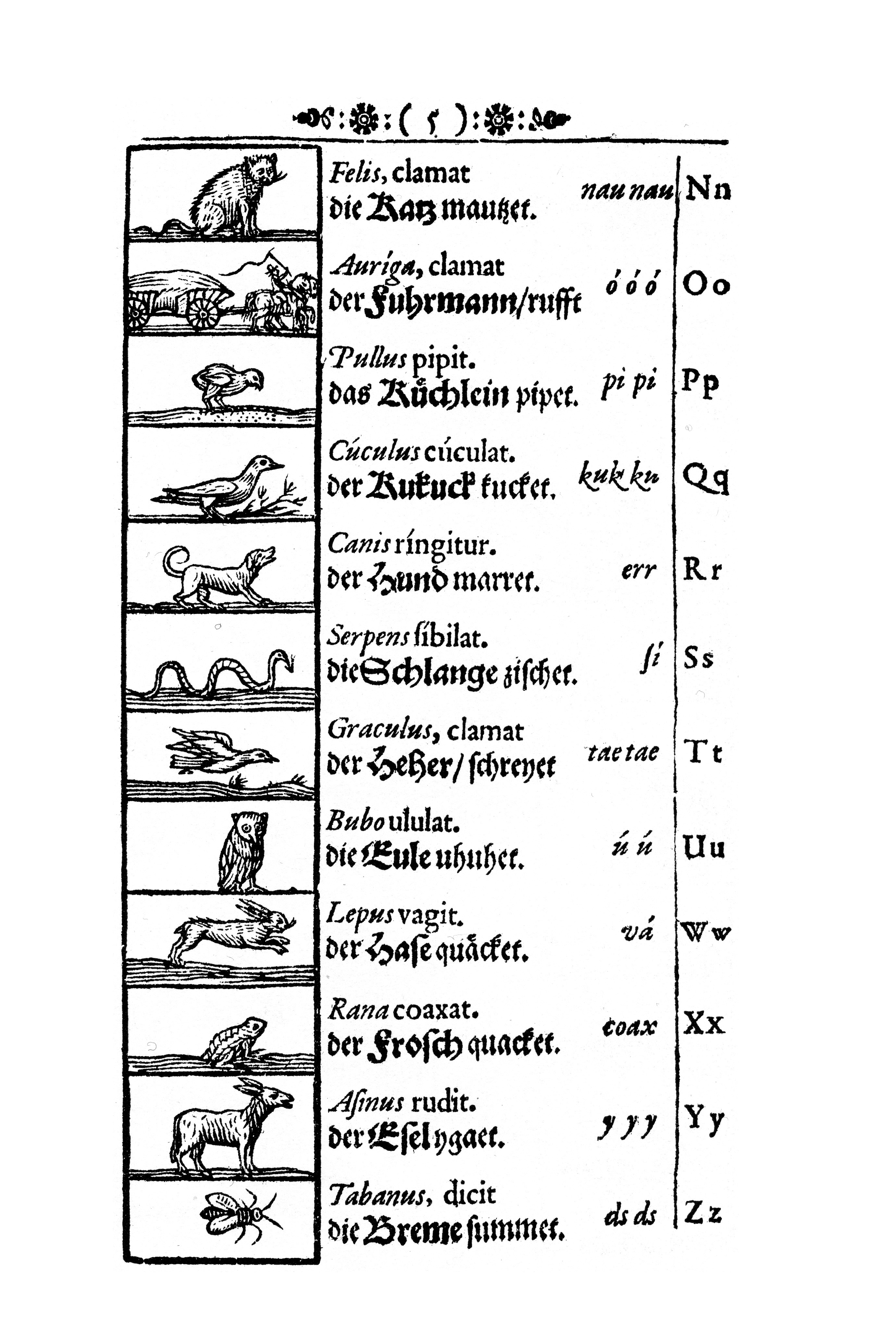
Tabla para asociar letras con sonidos

Amos Comenio escribió Orbis sensualium pictus en 1650, mientras residía en Transilvania. Pedagogo de amplia trayectoria, planteó la obra como una enciclopedia ilustrada que posibilitara la enseñanza del latín a través de imágenes. El libro está dividido en 150 capítulos y contiene xilografías que ilustran el texto que las acompaña. Se publicó por primera vez en 1658 en latín y alemán en Núremberg, y pronto le siguieron traducciones a diversas lenguas. La primera edición en inglés (titulada Visible World) fue publicada en 1659 y la primera edición cuadrilingüe (en latín, alemán, italiano y francés), en 1666. La editorial Breuer, de Levoča, publicó la primera traducción al checo en 1685, en una edición que incluía también el texto en latín, alemán y húngaro.
Orbis sensualium pictus ha sido señalado como una de las obras más influyentes de la literatura infantil occidental y fue muy popular en Europa hasta el siglo xviii. Sólo en Inglaterra se realizaron doce reimpresiones hasta 1777. La última edición conocida había sido en Praga en 1845, hasta que recientemente la editorial El Zorro Rojo lo recuperó en una edición especial

## Edición en castellano
- Iohannes Amos Comenius (2018). Orbis Sensualium Pictus. El mundo en imágenes. 12 x 18 cm; 324 pp. Cartoné. Libros del Zorro Rojo. ISBN 978-84-947734-6-4.